# Boechera microphylla
Boechera microphylla là một loài thực vật có hoa trong họ Cải. Loài này được (Nutt. ex Torr. & A.Gray) Dorn mô tả khoa học đầu tiên năm 2001.